# Wilson (Caroline du Nord)
Pour les articles homonymes, voir Wilson.
La ville de Wilson est le siège du comté de Wilson, situé dans l’État de Caroline du Nord, aux États-Unis. Sa population s’élevait à 49 167 habitants lors du recensement de 2010, estimée à 49 348 habitants en 2017.

## Démographie
| 1860 | 1870  | 1880  | 1890  | 1900  | 1910  |
| ---- | ----- | ----- | ----- | ----- | ----- |
| 960  | 1 036 | 1 475 | 2 126 | 3 525 | 6 717 |

| 1920   | 1930   | 1940   | 1950   | 1960   | 1970   |
| ------ | ------ | ------ | ------ | ------ | ------ |
| 10 612 | 12 613 | 19 234 | 23 010 | 28 753 | 29 347 |

| 1980   | 1990   | 2000   | 2010   | - | - |
| ------ | ------ | ------ | ------ | - | - |
| 34 424 | 36 930 | 44 405 | 49 167 | - | - |